# Cry Cry
Cry Cry (з англ. Cry — плакати, кричати) — пісня німецької поп-співачки Ocean'и, видана 13 березня 2009 як перший сингл з альбому «Love Supply». Пісня, як і її виконавиця, стала особливо популярною у Східній Європі.
Пісню написали Oceana, Marcus Brosch, Anes Krpic і Tobias Neumann. Виробництво було організовано Marcus Brosch і Tobias Neumann. Зважаючи на популярність Ocean'и, їй доручили заспівати офіційну пісню Чемпіонату Європи з футболу 2012, що відбувався в Польщі та Україні.

## Комерційний успіх
«Cry Cry» є першою піснею співачки Oceana, яка досягла міжнародних чартів у Європі. Особливо в Центральній і Східній Європі пісня стала хітом. В угорській ротації пісня досягла так 1-ї позиції. В іспанському чарті пісня досягла відмітки № 8, і перебувала в ньому протягом 36 тижнів. У Німеччині, Австрії та Швейцарії пісня перебувала на позиціях 52, 73 і 39 відповідно. В Бельгії (Фландрії), пісня досягла позиції 25 і 59-е місце у Валлонії.

## Позиції в чартах
| Чарти (2012) | Пікова позиція |
| ------------ | -------------- |
| Німеччина    | 52 (5 тиж.)    |
| Австрія      | 73 (1 тиж.)    |
| Швейцарія    | 39 (18 тиж.)   |
| Іспанія      | 8 (36 тиж.)    |